# Queen's Road (Hong Kong)
Queen's Road es un grupo de calles situadas en la costa norte de la Isla de Hong Kong, en Hong Kong, China, dentro de los límites de Victoria. Fue la primera calle de Hong Kong, construida por los británicos entre 1841 y 1843, y atraviesa Victoria desde Shek Tong Tsui hasta Wan Chai. En muchos lugares, marca la línea de costa original antes de que las tierras ganadas al mar extendieran continuamente el terreno hacia el Puerto de Victoria. Fue construida en 1841 por los británicos para crear una calle ancha que conectara el Puerto de Victoria con Wan Chai.
Las cuatro calles que la componen son, de oeste a este: Queen's Road West (Chino: 皇后大道西), Queen's Road Central (皇后大道中), Queensway (金鐘道), y Queen's Road East (皇后大道東).

## Historia
La calle tenía originalmente una longitud de 6,5 km. Los Royal Engineers construyeron la primera sección hasta Sai Ying Pun con la ayuda de trescientos culíes de Kowloon. Discurría paralela a la playa donde Sir Henry Pottinger estableció su tienda en 1842. Llamada originalmente Main Street, fue renombrada oficialmente Queen's Road en marzo de 1842, en honor a la Reina Victoria del Imperio Británico. Se tradujo erróneamente al chino como 皇后, que significa "reina consorte".
Cuando se fundó Hong Kong como colonia en 1842, Queen's Road era el centro de la actividad. Su desarrollo fue azaroso, y su trazado sinuoso, ya que discurría por la ciudad recién fundada, pasando por el Hong Kong Club para tai-pans. Entre chozas ilegales, campamentos militares, y tabernas, los primeros gobernadores construyeron sus casas en Queen's Road. Pronto seguirían la primera oficina postal e iglesias cristianas. Los visitantes de Hong Kong hasta la segunda mitad del siglo XIX se sorprendieron del estado de la calle. En lugar de una calle apropiada, como se podría esperar de una llamada en honor a la Reina en el puesto británico más importante al este de Singapur, los viajeros encontraron un camino de tierra propenso a las nubes de polvo y los charcos de lodo.
En la Navidad de 1878 se desató un incendio, que destruyó una gran zona de chabolas. Constance Gordon-Cumming lo relató como testigo en su libro de 1886 Wanderings in China. El fuego duró 17 horas quemando 400 casas y 40 000 m². Dejó a miles de personas de la comunidad sin vivienda. Las estructuras en ruinas se rehusaron en las tierras ganadas al mar colindantes como la zona alrededor de Bonham Strand. 
Queen's Road ha olvidado su pasado y ahora contiene algunos de los terrenos más caros y edificios más famosos de Hong Kong.

## Calles

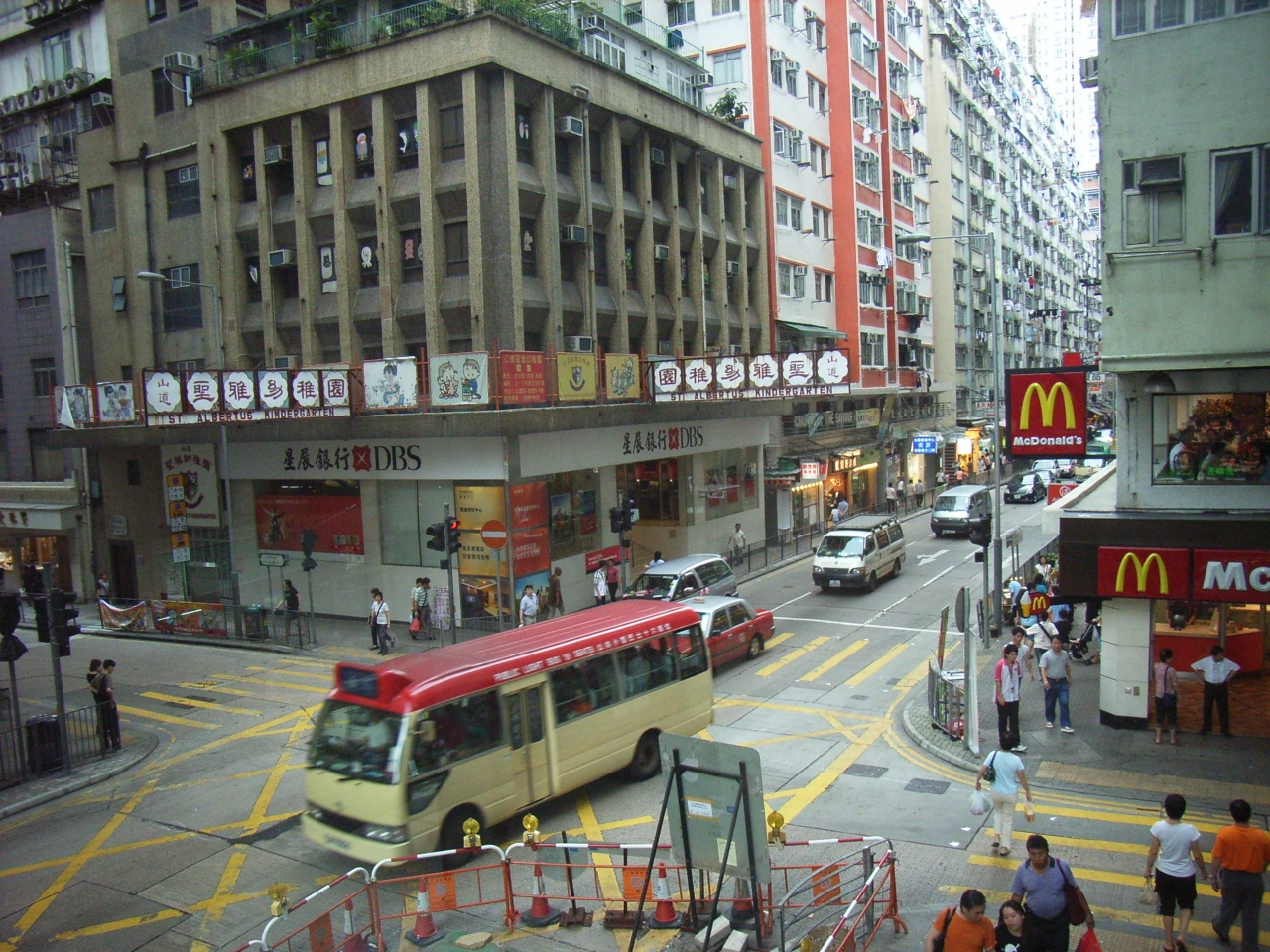
Queen's Road West (con vehículos) en su intersección con Hill Road.

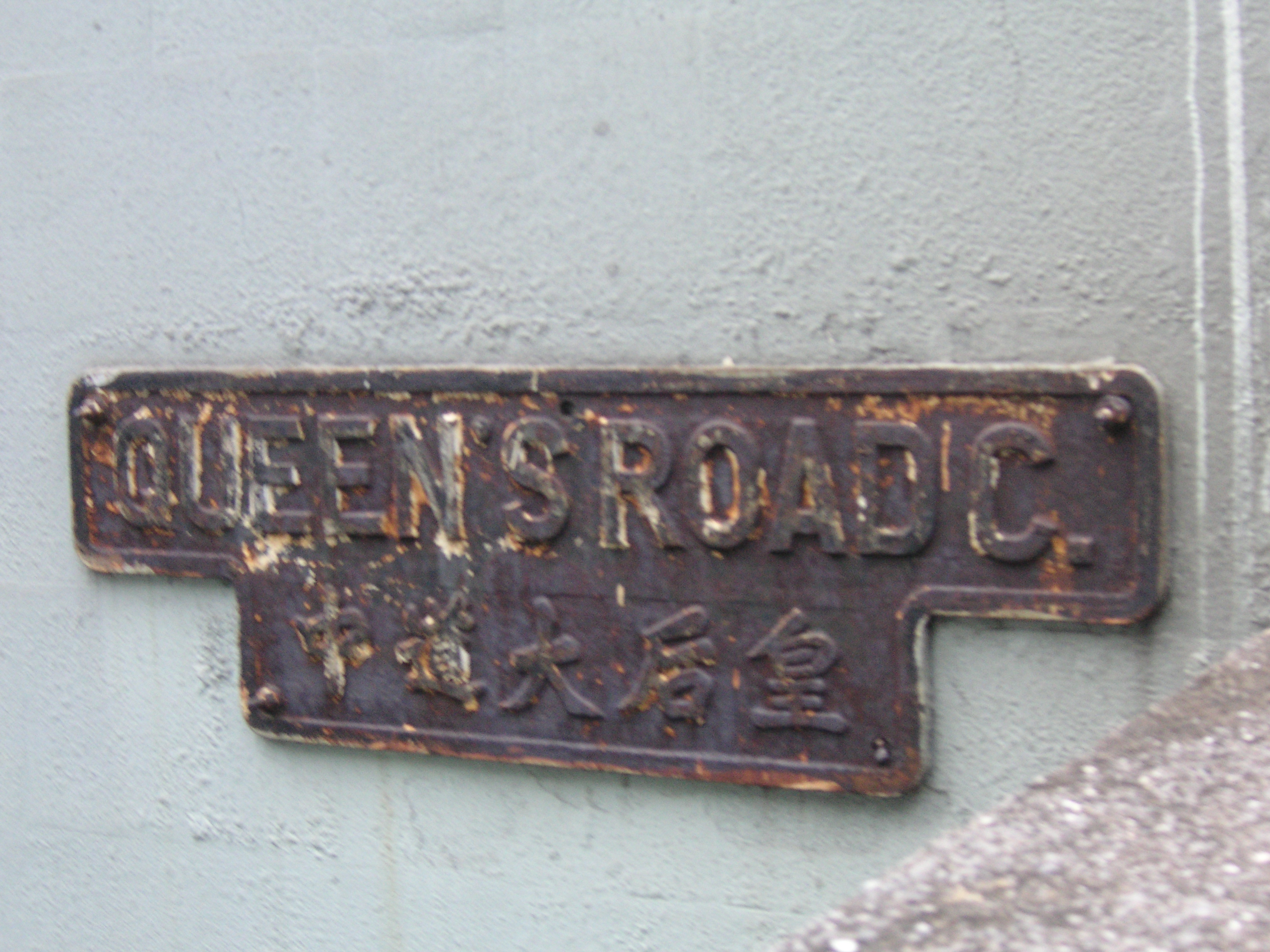
Una antigua señal de Queen's Road Central fuera de Central Market.

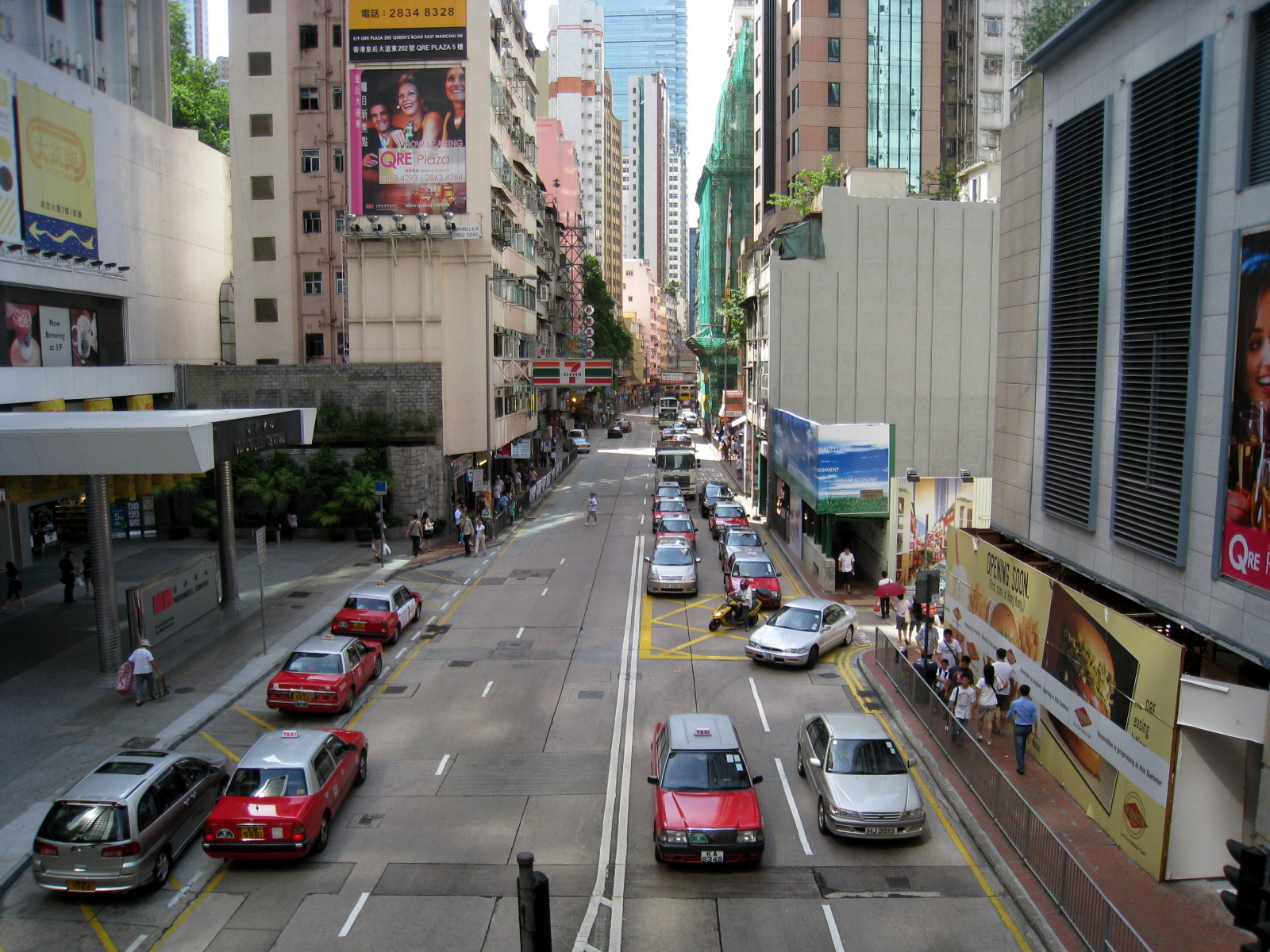
Sección de Queen's Road East en Wan Chai. En la izquierda está el Hopewell Centre.

### Queen's Road West
Queen's Road West (皇后大道西) discurre desde Sheung Wan hasta Shek Tong Tsui, comenzando en la intersección con Possession Street.

### Queen's Road Central
Queen's Road Central (皇后大道中) discurre desde Central hasta Sheung Wan. Fue una de las primeras calles que se construyeron cuando se fundó la colonia británica (Hollywood Road es otra de estas primeras calles). Era una importante infraestructura de Queen's Town, renombrada posteriormente Victoria. 
Queen's Road Central se cruza con la calle de nombre similar, con la que es confundida fácilmente, Queen Victoria Street, una calle corta que acaba a unas manzanas del One IFC.
Queen's Road Central se fusiona con Des Voeux Road Central convirtiéndose en Queensway en Garden Road.
Desde 1942 hasta 1945, el gobierno de la ocupación japonesa renombró la calle Meiji-dori. 

### Queensway
En 1967, se cambió el trazado de una sección de Queen's Road East en lo que ahora es Admiralty y se renombró Queensway (金鐘道). Se fusiona con Queen's Road Central y Des Voeux Road Central en su extremo oeste y conecta con Hennessy Road y Queen's Road East en el este.

### Queen's Road East
Queen's Road East (皇后大道東) discurre entre Wan Chai y Happy Valley. Queen's Road East bifurca hacia el sur desde Queensway cerca de Justice Drive, donde Queensway gira hacia Hennessy Road. Discurre por la antigua línea de costa norte de la Isla de Hong Kong.

## En la cultura popular
Queen's Road es un icono de la colonia británica de Hong Kong. En el período de transición antes de la transferencia de soberanía, había rumores de que todas las calles relacionadas con figuras coloniales como Queen's Road serían renombradas en honor a comunistas chinos. El compositor Lo Ta-yu escribió en 1991 una canción junto con Albert Leung titulada 皇后大道東 (Queen's Road East), interpretada por él mismo y Ram Chiang Chi Kwong (蔣志光), para describir los cambios de este período de transición.